# Estación de Lagos
La Estación Ferroviaria de Lagos es una infraestructura de la Línea del Algarve, que sirve a la ciudad de Lagos, en el Distrito de Faro, en Portugal.

## Características y servicios
En 2003, se podían realizar maniobras en esta plataforma, que, en 2004, tenía la clasificación C de la Red Ferroviaria Nacional.
En 2009, tenía tres vías, la primera con un longitud útil de 215 metros, mientras que las segunda y tercera vías soportaban cada una un longitud de 192 metros; las dos plataformas tenían, cada una, una extensión de 160 metros y una altura de 70 centímetros. En enero de 2011, el esquema ya había sido alterado, continuando con tres vías, pero la primera pasó a 234 metros de longitud, y las restantes, 208 metros; las dos plataformas pasaron a tener ambas 159 metros de longitud, habiendo la primera subido a 75 centímetros de altura, y la segunda, manteniendo los 70 centímetros.

## Historia

### Planificación, construcción e inauguración

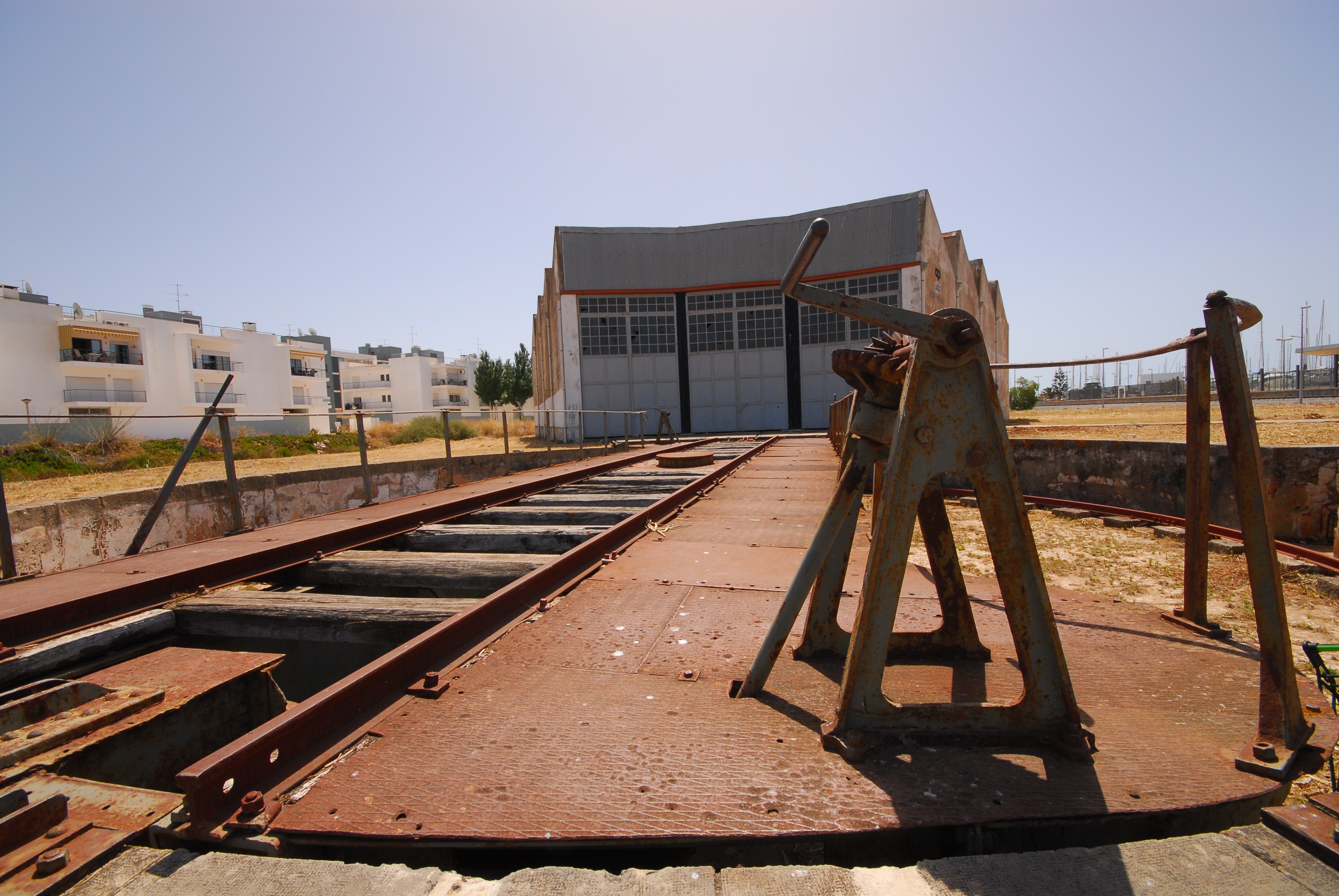
Antigua cochera y puente redondo de la Estación de Lagos.

La primera conexión ferroviaria en el Algarve, uniendo Beja a Faro, fue inaugurada el 21 de febrero de 1881; y, el 15 de febrero de 1903, fue concluido el Ramal de Portimão, con la inauguración de la primera estación de esta localidad. La conexión entre esta estación y Lagos fue proyectada el 20 de marzo de 1900 por el ingeniero António da Conceiçao Parreira, y, en 1905, ya se había escogido y estudiado el lugar donde la Estación de Lagos debería ser construida; no obstante, debido a los elevados costes encargados en la construcción de una paso por el Río Arade, esta empresa estuvo parada durante varios años.
La población de Lagos, no obstante, siguió pidiendo que la conexión ferroviaria fuese extendida hasta esta localidad. Así, Ribeiro Lopes, presidente de la Cámara Municipal de Lagos, comenzó, en 1912, el cobro de un impuesto sobre las exportaciones del ayuntamiento, de forma que se garantizasen los fondos necesarios para este proyecto; su sucesor, Vítor da Costa y Silva, consiguió obtener el apoyo del estado para dicha empresa; una ley del 11 de abril de 1917 autorizó al gobierno portugués a auxiliar financieramente a los Ferrocarriles del Estado de manera que se concluyesen las obras en diversos tramos, incluyendo el Ramal de Lagos.
El proyecto original, elaborado por el ingeniero António da Conceiçao Parreira el 20 de marzo de 1899, proyectaba la construcción de esta plataforma en el Rossio de S. Juán, en la salidas Norte de la ciudad, pero, debido a los elevados costes de implementación de un puente sobre el Río Molião (actualmente Ribeira de Bensafrim), acabó por ser construido en el margen Este del Río.
El 30 de julio de 1922, tuvo lugar la inauguración de las Estaciones Ferroviarias de Lagos y de Portimão; en Lagos, este acontecimento fue celebrado con diversos eventos musicales y deportivos, habiéndose organizado una composición especial.
En 1926, el gobierno autorizó que se adjudicara un contrato, para la conclusión de los trabajos de construcción del acceso de transporte a la Estación. En 1933, la Comisión Administrativa del Fondo Especial de los Ferrocarriles aprobó, entre otras mejoras, la implantación de canalizaciones de agua en las viviendas de los funcionarios en esta estación.
En el momento de su inauguración, el esquema de la estación estaba compuesto por ocho vías, siendo una general, una directa, una de resguardo, tres para maniobras y dos de apartado (para transbordo de mercancías y estacionamiento). Las vías de apartado y las del interior de la cochera terminaban dentro de la estación, convergiendo todas las otras en la vía directa, que unía la estación a la Línea del Algarve. La vía directa terminaba a algunos metros en el sentido contrario a la Línea del Algarve, siendo, en ese momento, planeada su continuación hasta Sines o Sagres.

### SigloXXI

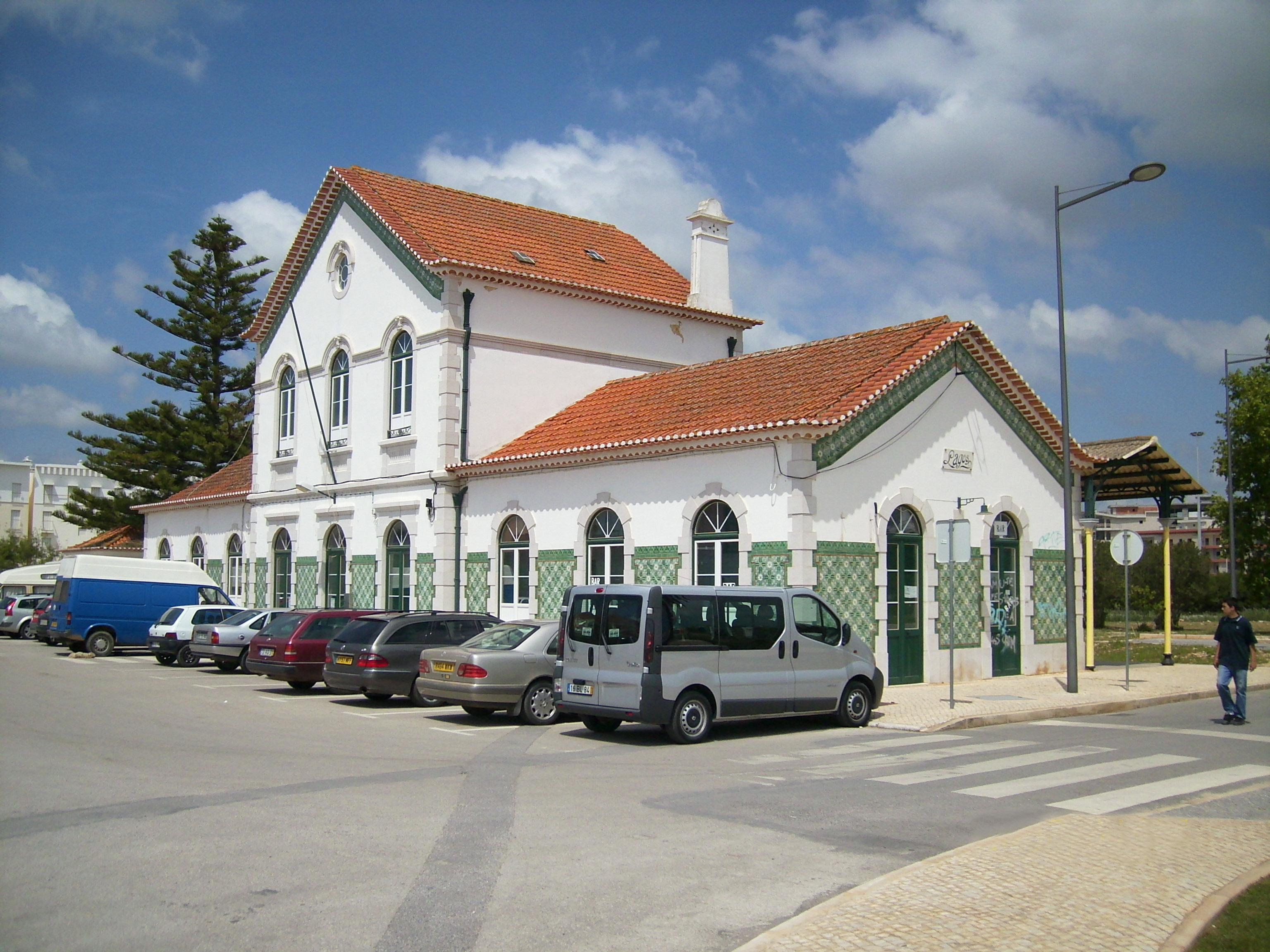
Antigua estación de Lagos.

En 2002, se inició la construcción de una nueva terminal de pasajeros.[cita requerida] En 2003, se terminó la primera fase de la intervención en la nueva estación, pasando todo el tráfico a ser efectuado en la nueva terminal, verificándose la retirada de todas las vías que quedaban de la antigua estación; el edificio principal continuó, no obstante, sirviendo como taquilla y sala de espera, debido al hecho de que las nuevas instalaciones todavía no se encontraban edificadas. La segunda fase de la intervención en la nueva estación fue iniciada en 2004.[cita requerida] La apertura del nuevo edificio principal, en agosto de 2006, dictó el cierre de las antiguas instalaciones, situación que todavía permanece. El desplazamiento de los servicios ferroviarios se produjo con el propósito de aprovechar la zona donde se encontraban las antiguas infraestructuras, para la construcción de varios edificios comerciales y residenciales. Se prevé el aprovechamiento de la antigua cochera como espacio museístico, gestionado por la Fundación Museo Nacional Ferroviario Armando Ginestal Machado
El 23 de febrero de 2009, la Asamblea Municipal de Lagos aprobó el Plan de Pormenor de la Zona Envolvente de la Estación Ferroviaria de Lagos; este plan prevé la regeneración urbana, definición de estrategias de promoción, e introducción de servicios sociales y de infraestructuras viárias y urbanas para los usuarios que utilicen esta zona.

## Movimiento de pasajeros y mercancías
Desde el principio, la estación fue utilizada para el transbordo de pasajeros y mercancías, especialmente de pescado enlatado; el movimiento de pasajeros, en especial, siempre fue intenso, verificándose un incremento durante el período de balnearios. Antes de la construcción del Aeropuerto de Faro, en 1965, la estación ya era utilizada como medio de transporte por veraneantes portugueses y extranjeros.